# Solenostoma pusillum
Solenostoma pusillum är en bladmossart som först beskrevs av Christian Erasmus Otterstrøm Jensen och fick sitt nu gällande namn av Franz Stephani. Solenostoma pusillum ingår i släktet Solenostoma och familjen Solenostomataceae. Inga underarter finns listade i Catalogue of Life.